# John Goodricke
Pour les articles homonymes, voir Goodricke.
John Goodricke (17 septembre 1764-20 avril 1786) est un astronome amateur. Il est né à Groningue aux Pays-Bas mais passe la plus grande partie de sa vie en Angleterre. Il est principalement connu pour ses observations d'Algol et sa découverte d'autres étoiles variables.

## Biographie
Goodricke est sourd depuis l'âge d'un an, probablement à cause de la scarlatine. Ses parents l'envoient à la Braidwood's Academy, une école pour sourds à Édimbourg en Écosse puis en 1778 à l'académie Warrington. Après avoir quitté l'académie en 1781 il retourne vivre avec ses parents à York. Dans cette ville il devient l'ami d'Edward Pigott dont le père Nathaniel Pigott a construit un observatoire astronomique privé. Edward s'est déjà intéressé aux étoiles variables et fournit à Goodricke une liste de celles qu'il juge notables.
Bien qu'à l'époque la variabilité d'Algol soit déjà connue, il est le premier à montrer la périodicité de ces variations et à calculer cette période. Il propose deux explications possibles à cette variabilité : la présence d'une portion plus sombre à la surface de l'étoile, sa rotation entraînant une variation de luminosité ou bien la présence d'un corps éclipsant l'étoile, c'est cette seconde thèse qui sera vérifiée en 1889 par Hermann Carl Vogel par analyse spectroscopique d'Algol. Il présente ses résultats à la Royal Society en mai 1783 qui lui décerne la médaille Copley la même année pour ce travail.
Durant la période 1783-1784 il découvre deux étoiles variables Sheliak (Beta Lyrae) et Altais (Delta Cephei). En 1786 Il est élu membre de la Royal Society mais l'information n'arrivera pas jusqu'à lui de son vivant: il meurt en effet quatre jours plus tard, probablement d'une pneumonie contractée justement lors de ses observations nocturnes.

Un collège de l'université d'York porte son nom, le Goodricke College ainsi qu'un observatoire astronomique privé, l'Observatoire Goodricke-Pigott et qu'un astéroïde, (3116) Goodricke.